# Arothron diadematus
Arothron diadematus és una espècie de peix de la família dels tetraodòntids i de l'ordre dels tetraodontiformes.

## Morfologia
- Els mascles poden assolir 30 cm de longitud total.[1]

## Hàbitat
És un peix marí, de clima tropical i associat als esculls de corall.

## Distribució geogràfica
Es troba al Mar Roig.

## Observacions
És inofensiu per als humans.